# El precio
El precio (The Price) es una obra de teatro escrita por el dramaturgo estadounidense Arthur Miller y estrenada en Nueva York en 1968.

## Argumento
El sargento de policía Victor Franz, de mediana edad, deambula por el ático en que vivió su familia en alquiler tras la crisis de la bolsa de 1929. Se trata de una buhardilla abarrotada de objetos que evocan momentos de su pasado. El edificio debe ser demolido y los muebles que su padre fue acumulando a lo largo de los años tienen que ser vendidos. Victor y su esposa Esther reciben en el piso al hermano mayor de aquel, Walter, un prestigioso médico con el que no hablaba desde hacía 16 años.  El beneficio de la renta debería ser repartido y se entabla una discusión. Aparece entonces Gregory Solomon, un nonagenario interesado en el negocio.

## Representaciones en Broadway
- Morosco Theatre, 7 de febrero de 1968. Estreno.
  - Intérpretes: Pat Hingle (Victor), Arthur Kennedy (Walter), Kate Reid (Esther), Harold Gary (Solomon).
- Playhouse Theatre, 1979.
  - Intérpretes: Mitchell Ryan (Victor), Fritz Weaver  (Walter), Scotty Bloch (Esther), Joseph Buloff (Solomon).
- Criterion Center Stage Right, 1992.
  - Intérpretes: Hector Elizondo (Victor), Joe Spano (Walter), Debra Mooney (Esther), Eli Wallach (Solomon).
- Royale Theatre, 1999.
  - Intérpretes: Jeffrey DeMunn (Victor), Harris Yulin (Walter), Lizbeth MacKay (Esther), Bob Dishy (Solomon). Este reestreno obtuvo el Premio Tony.

## Televisión
Fielder Cook dirigió una adaptación para la televisión norteamericana que se emitió en 1971 en el espacio Hallmark Hall of Fame de la cadena NBC, con  George C. Scott (Victor), Barry Sullivan (Walter), David Burns (Solomon) y Colleen Dewhursty (Esther). Scott y Burnos ganaron sendos Premio Emmy, al igual que el director. Dewhursty  y John Clements como director artístico estuvieron nominados.

## La obra en España
La obra se estrenó en el Teatro Fígaro de Madrid el 12 de febrero de 1970, con dirección de Narciso Ibáñez Menta e interpretación de Fernando Delgado, Jesús Puente, Carmen Bernardos y el propio Ibáñez Menta.
El 1 de febrero de 1974 se emitió por Televisión española, en el espacio Estudio 1, una adaptación, dirigida por Alberto González Vergel e interpretada por Fernando Delgado, Gabriel Llopart, Encarna Paso y Andrés Mejuto.
Se repuso el 21 de diciembre de 1979 en el Teatre Principal de Palma en montaje del grupo argentino Teatro de los Buenos Ayres, interpretada por Fabiana Gabel, Fernando Vegal, Enrique Silva y Claudio Vegal.
La versión de 2003 contó con la dirección de Jorge Eines y en el cartel, Juan Echanove (Víctor), Ana Marzoa (Esther), Helio Pedregal (Walter) y Juan José Otegui (Solomon). Este último logró gracias a su interpretación el Anexo:XIV Edición de los Premios de la Unión de Actores.
En el 2018, Sílvia Munt se propuso dirigir la obra en el Teatro Pavón Kamikaze. El elenco lo formarían Tristán Ulloa, Gonzalo de Castro, Eduardo Blanco y Elisabet Gelabert.